# Benjamin Köhler
Benjamin „Benny“ Köhler (* 4. August 1980 in West-Berlin) ist ein ehemaliger deutscher Fußballspieler. Der Mittelfeldspieler spielte die meiste Zeit bei Eintracht Frankfurt. Die letzten vier Jahre seiner Profikarriere stand er beim 1. FC Union Berlin unter Vertrag.

## Karriere
Köhler war im Offensiv- und Defensivbereich flexibel einsetzbar. Am 14. Spieltag der Saison 2000/01 bestritt der im Märkischen Viertel aufgewachsene Köhler mit Hertha BSC gegen seinen späteren Verein Eintracht Frankfurt seinen ersten Bundesliga-Einsatz. Er konnte sich zunächst noch nicht in der Bundesliga durchsetzen und wurde in der Folgesaison an den Zweitligisten MSV Duisburg ausgeliehen. 2003 wechselte er zum Regionalligisten Rot-Weiss Essen. Mit 13 erzielten Treffern trug er zum Aufstieg des Vereins in die 2. Bundesliga bei. Im Heimspiel gegen den FC Sachsen Leipzig erzielte er innerhalb von drei Minuten drei Tore.

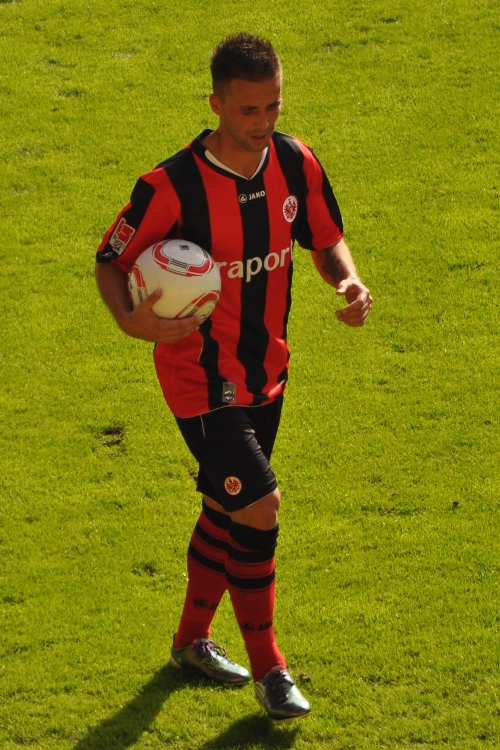
Benjamin Köhler (2010)

2004 verpflichtete ihn der damalige Zweitligist Eintracht Frankfurt, bei dem er in der folgenden Saison in 29 Spielen sieben Tore erzielte; die Eintracht stieg in die Bundesliga auf. Im UEFA-Pokal 2006/07 spielte er für Eintracht Frankfurt in sechs Begegnungen. Köhler trug in der Saison 2011/12 zum Aufstieg der Eintracht bei, indem er neun Tore erzielte und elf vorbereitete. Dies war seine erfolgreichste Saison im Profifußball. In der darauffolgenden Saison kam Köhler nur selten zum Einsatz.
Im Januar 2013 wechselte Köhler zum 1. FC Kaiserslautern. Er unterschrieb einen Vertrag bis 2014 und debütierte am 20. Spieltag beim 1:0-Auswärtssieg gegen den TSV 1860 München in der Startaufstellung. Zur Saison 2013/14 wechselte er innerhalb der 2. Liga zum 1. FC Union Berlin. 
Im Februar 2015 wurde bei Köhler ein bösartiger Tumor des Lymphsystems (Hodgkin-Lymphom) im Bauch diagnostiziert, der eine unmittelbar beginnende Therapie notwendig machte. Danach verlängerte Union Berlin den zum Saisonende auslaufenden Vertrag mit Köhler um ein Jahr bis zum 30. Juni 2016. Als Zeichen der Solidarität unterbrachen Union Berlin und der VfL Bochum ihr Spiel am 7. Februar in der 7. Spielminute (Köhler trug bei Union die 7 als Rückennummer), um Köhler, der auf der Tribüne saß, gemeinschaftliche Genesungswünsche auszusprechen. Am 23. Juli 2015 gab der Verein bekannt, dass Köhler von seiner Krankheit genesen sei. Am 18. März 2016 feierte er im Heimspiel gegen Eintracht Braunschweig (3:1) sein Comeback, als er nach 77 Minuten eingewechselt wurde. Anfang April 2016 gab Union Berlin bekannt, dass der Vertrag mit ihm entgegen der ursprünglichen Planung unter Sascha Lewandowski bis 2017 verlängert wurde. Im Sommer 2017 beendete Köhler wegen anhaltender Knieprobleme seine aktive Karriere.

## Persönliches
Von Oktober 2018 bis September 2020 betrieb Köhler mit seiner Frau, mit der er eine Tochter (* 2017) hat, ein Eiscafé in Berlin.